# 奧喬爾區

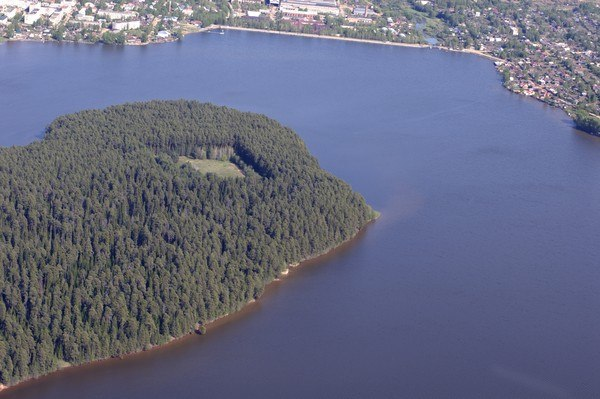

57°53′56″N 54°35′53″E / 57.899°N 54.598°E
奧喬爾區（俄语：Очёрский район）是俄羅斯的一個區，位於該國中西部，由彼爾姆邊疆區負責管轄，始建於1924年1月，面積1,330平方（510平方英里），2010年人口22,828，人口密度每平方公里17.16人。